# Rhotana maculata
Rhotana maculata är en insektsart som beskrevs av Matsumura 1914. Rhotana maculata ingår i släktet Rhotana och familjen Derbidae. Inga underarter finns listade i Catalogue of Life.